# Ornithophila
Ornithophila là một chi ruồi hút máu thuộc họ ruồi rận Hippoboscidae. Có 2 loài. Chúng đều sống ký sinh trên chim..

## Phân bố
Ornithophila được tìm thấy rộng khắp trừ châu Mỹ và Châu Nam Cực.

## Phân loại
- Chi Ornithophila Róndani, 1879

- O. gestroi (Róndani, 1878)
- O. metallica (Schiner, 1864)